# Lizenzmanagement
Mit Lizenzmanagement (auch Software-Lizenzmanagement) bezeichnet man einen Prozess in Unternehmen, der den legalen und effizienten Umgang mit proprietärer oder auch freier Software in Unternehmen absichert. Lizenzmanagement nimmt auf alle Bereiche des Unternehmens Einfluss von der Beschaffung über jeden PC-Arbeitsplatz bis hin zum Management.

## Überblick

### Abgrenzung
Grundsätzlich gibt es nach deutschem Recht die Möglichkeit, Software im Rahmen eines Sachkaufs zu erwerben, beispielsweise von einem Händler (neue Software) oder einem anderen Nutzer (gebrauchte Software), also von Verkäufern, die normalerweise nicht berechtigt sind, Lizenzen zu vergeben und Lizenzverträge zu schließen. Die Nutzung wird dann durch das Urheberrecht bestimmt und es kommt kein Lizenzvertrag zu Stande, auch nicht, wenn bei der Installation von der Software eine entsprechende Bestätigung vom Benutzer gefordert wird.
Im Rahmen eines Lizenzvertrages können zahlreiche Bestimmungen zur Verteilung und Nutzung einer Software frei zwischen den Parteien vereinbart werden, dazu haben sich die im Folgenden erläuterten Begriffe eingebürgert.

### Hintergrund
Technisch gesehen könnte ein Installationsprogramm, das beispielsweise auf einem Datenträger wie einer CD vorliegt, beliebig viele Installationen vornehmen.
Die Zustimmung des Urhebers zur Nutzung erfolgt bei kommerzieller Software beispielsweise in Form von Lizenzverträgen, die bestimmen, unter welchen Voraussetzungen und wie oft das Programm installiert werden darf. Auch eine Nachnutzung der Lizenz nach Deinstallation der Software bzw. Verschrottung des Zielrechners ist häufig über den Lizenzvertrag geregelt. Ein technisch identisches Softwareprodukt kann in einem Unternehmen je nach vorliegenden Lizenzverträgen unter verschiedenen Lizenzbestimmungen gleichzeitig zum Einsatz kommen, beispielsweise als Concurrent-User-Lizenzmodell für Arbeitsstationen und mit Dongle für Notebooks.
Ein Lizenzvertrag kann auch die kommerzielle Weiterverwertung einer Software regeln, selbst wenn diese z. B. kostenfrei nutzbar ist.
In Deutschland wird die Zustimmung des Urhebers bzw. des Rechteinhabers gefordert, wenn der Datenträger nicht vom Urheber stammt (Vervielfältigungsstück im Sinne von §69a-g UrhG) oder von ihm stammt, aber für mehr als eine Installation genutzt werden soll, was beispielsweise im Rahmen eines Lizenzvertrags gewährt werden kann.

### Folgen von Lizenzverstößen
Die zivilrechtlichen Folgen von Lizenzverstößen werden im Lizenzvertrag definiert. Darüber hinaus können sie auch Verletzungen des Urheberrechts und damit eine Straftat darstellen.

#### Situation in der EU
Grundsätzlich kann der Weiterverkauf von Lizenzen eines Lizenznehmers zwar im Lizenzvertrag ausgeschlossen werden, dieser Ausschluss ist aber beispielsweise in der EU ohne Wirkung.
Die nachträgliche Installation von Updates zur Software oder im Rahmen von Wartungsverträgen setzt die Rechte des Lizenzgebers nicht wieder in Kraft. Lediglich die Aufspaltung der Lizenz ist weiterhin an die Zustimmung des Lizenzinhabers gebunden.
Nicht jede Verletzung des Lizenzvertrages bedeutet eine Verletzung des Urheberrechts. Der Lizenzgeber (Softwarehersteller) kann Ansprüche außerhalb des Urheberrechtes nur zivilrechtlich und nur gegenüber seinem Lizenznehmer geltend machen.

#### Situation in Deutschland
Liegen gravierende Lizenzverstöße vor, so kann der Lizenzgeber unter Umständen berechtigt sein, den Lizenzvertrag außerordentlich nach § 314 BGB zu kündigen.
Wenn der Lizenznehmer die Lizenz an einen Dritten verkauft, kann sie der Dritte im Rahmen des Urheberrechtes frei nutzen.

### Lizenznachweis
Lizenzen zu installierten Programmen sind Vertragsdokumente und sollten als solche verwahrt werden, insbesondere um die Nutzungsrechte im Streitfall nachzuweisen.
Die Rechte und Pflichten aus einem Lizenzvertrag werden im Lizenzmanagement nach drei bis vier Faktoren geordnet:
1. Art der Lizenz
2. Lizenzklasse
3. Lizenztyp (je nach Hersteller verwendet)
4. Lizenzmetrik

#### Art der Lizenz
Die Art der Lizenz beschreibt, ob die Lizenz genau eine Bereitstellung erlaubt (Einzel-Lizenz) oder eine Mehrfach-Bereitstellung (Mehrfach-Lizenz) – oder ob die Lizenz die kommerzielle Weiterverwertung der Software im Rahmen eigener Softwareprodukte oder Systeme regelt. Falls ein Lizenzschlüssel zur Freischaltung der berechtigten Bereitstellungen genutzt wird, gilt der Grundsatz: Pro Lizenzvertrag existiert ein Lizenzschlüssel.
Mehrfach-Lizenzen bieten daher in Unternehmen große Vorteile bei der technischen Bereitstellung einer Software, da alle Einzel-Bereitstellungen mit demselben Lizenzschlüssel erfolgen können und somit eine automatisierte Softwareverteilung wesentlich vereinfacht wird.
Mehrfach-Lizenzen können je nach Lizenzmetrik unterschiedlich beschrieben sein, z. B.:
- Volumenlizenz (umfasst n Lizenzen)
- Standortlizenz (umfasst alle Bereitstellungen innerhalb eines benannten Standortes)
- Unternehmenslizenz (umfasst alle Bereitstellungen innerhalb des Unternehmens)

#### Lizenzklasse
Die Lizenzklasse einer Software typisiert die vertraglichen Voraussetzungen für die Nutzung einer Software. Die folgenden häufigen Beispiele für Lizenzklassen erfordern (sofern nicht anders angegeben) jeweils einen separaten Nachweis:
- Eine Vollversion kann für sich alleine genutzt werden und setzt keine vorhergehende Version voraus.
- Ein Upgrade setzt das Vorhandensein einer vorhergehenden Vollversion und ggf. einen lückenlosen Nachweis aller früheren Upgrades voraus. Für die Lizenzbilanzierung können Upgrade- und Downgrade-Lizenzen nur dann angerechnet werden, wenn die durchgängige Lizenzkette von vorhergehender Vollversion über entsprechende Upgrade-Lizenzen wieder eine effektive Volllizenz ergeben. Diese Lizenzkettenbildung und deren Dokumentation wird auch Assemblierung genannt.
- Updates umfassen Fehlerkorrekturen oder kleinere Software-Ergänzungen, meist als Unterversion oder Hotfix innerhalb einer Version. Beim Einsatz eines Updates wird kein zusätzlicher Lizenznachweis für die Update-Version erforderlich.
- Add-ons sind Zusatzkomponenten zu einer Software, die weder vom Hersteller der Software noch in der Nutzungserlaubnis der Software enthalten sein müssen.
- Client Access Licenses („CAL“) sind zusätzliche Lizenzen zur Nutzung der Dienste eines Servers, auf dem beispielsweise eine Datenbank ihre Dienste anbietet. Die Nutzung der Datenbank kann weitere Lizenzen erforderlich machen.
- Kombinationen und Sonderformen:
  - Add-on-Upgrade (ein Add-on in Form eines Upgrades)
  - CAL-Upgrade (eine CAL in Form eines Upgrades)
  - Cross-Upgrade (in kaufmännischer Hinsicht ähnlich einem Upgrade, bildet technisch aber den Wechsel zu einem anderen Produkt ab)
- Die Downgrade-Lizenz berechtigt den Lizenznehmer, eine niedrigere Produktversion als die lizenzierte Version zu nutzen. Beispiel: Eine Microsoft-Windows-7-Lizenz kann zur Installation und Nutzung von Microsoft Windows XP berechtigen. Lizenziert ist Microsoft Windows XP und Microsoft Windows 7, installiert ist Microsoft Windows XP.

#### Lizenztyp
In der Literatur wird zuweilen auch zwischen Lizenztypen und Lizenzmetriken unterschieden, wobei sich der Lizenztyp auf die Art der zugrunde liegenden Messgröße bezieht (z. B. Gerät, Nutzer, Zeit, Nutzungsvorgang) und die Lizenzmetrik dann die genaue Form der Messung beschreibt. Diese Begrifflichkeit ist bislang jedoch nicht standardisiert.

#### Lizenzmetrik
Die Lizenzmetrik gibt an, wie der Lizenzbedarf gezählt werden soll. Marktübliche Metriken berücksichtigen einen oder mehrere der folgenden Punkte:
- Anzahl der Installationen
- Verwendetes Betriebssystem, z. B. Datenbanken, die nach der Leistung des Betriebssystems differenzieren
- Anzahl der benannten Maschinen, wenn die Lizenz einen festen Bezug auf eine bestimmte Hardware hat, z. B. OEM-Lizenz
- CI (Configuration Item)
- Anzahl der benannten Anwender
- Maximale Anzahl gleichzeitig angemeldeter Anwender (siehe auch Concurrent-User-Lizenzmodell)
- Anzahl Prozessoren, teilweise weiter differenziert nach Anzahl der Prozessor-Kerne
- Leistung der Prozessoren, beispielsweise über MIPS oder MHz
- Anzahl der Standorte, an denen die Software eingesetzt wird
- Anzahl der Netzwerksegmente, in denen die Software eingesetzt wird
- Dauer der Nutzung (in angegebener Einheit)
- Nutzungsvorgang (Pay per Use, Software as a Service)
- Session
- Datenvolumen (in angegebener Einheit)
- Genutzte Versionen aus einer Liste
- Zugriffsberechtigungen, z. B. Microsoft Client Access Licenses (CAL)
- Gruppen von Funktionen einer Software
- Eingesetzte Token (siehe auch Token-based-Lizenzmodell)
- u. v. a. m., häufig auch Kombinationen dieser Metriken

Viele Lizenzgeber bieten hier mehrere Varianten zur gleichen Software an, um den Forderungen des Marktes besser entsprechen zu können.

## Stufen des Lizenzmanagements
Das Lizenzmanagement teilt sich in folgende Stufen auf:
1. Ermittlung der installierten Software in einer Datenbank, dieser Schritt wird oft auch Softwareinventur und das Ergebnis entsprechend Softwareinventar genannt. Voraussetzung hierfür ist das Bekanntsein der softwarebetreibenden Geräte.
  - Dies erfordert die Identifikation des kaufmännischen Software-Produktes inkl. seiner Version auf Basis der vorgefundenen Merkmale.
  - Dieser Lizenzbedarf muss ggf. durch technisch nicht ermittelbare Zugriffsrechte (Client Access Licenses) ergänzt werden.
2. Ermittlung der vorhandenen Lizenzen in einer Datenbank (dieser Schritt wird oft auch Lizenzinventur und das Ergebnis entsprechend Lizenzinventar genannt)
  - Dies erfordert die Interpretation der vorhandenen Verträge, ggf. auch von Vertragskombinationen unter Berücksichtigung der zum aktuellen Zeitpunkt am Markt verfügbaren Produktversionen.
  - Dabei sind ggf. spezielle Rechte und Pflichten zu berücksichtigen
    - Upgrade-/Downgrade-Rechte
    - Mehrfach-Nutzungsrechte eines Anwenders
    - Melde- oder Registrierungspflichten
3. Compliancecheck (engl. Compliance: Erfüllung): Abgleich des Softwareinventars mit dem Lizenzinventar, also eine Prüfung, ob für die installierte Software auch Lizenzen vorhanden sind (man spricht hier auch von der Erstellung einer Lizenzbilanz).
  - Ergebnis der Prüfung
    - Lizenzüberdeckung oder Überlizenzierung: Es gibt mehr Lizenzen als Software-Bereitstellungen oder -Installationen.
      - Je nach Grad der Überlizenzierung kann dies einen wirtschaftlichen Schaden für das Unternehmen bedeuten.

    - Lizenzunterdeckung oder Unterlizenzierung: Es gibt weniger Lizenzen als Software-Bereitstellungen oder -Installationen.
      - Je nach Lizenzvertrag können dabei bestimmte Stichtage für den Compliancecheck vereinbart sein, außerhalb derer kein Check erforderlich ist. Sind solche Stichtage nicht ausdrücklich vereinbart, ist ein fortlaufender Compliancecheck erforderlich.
      - Jede bei einem erforderlichen Compliancecheck festgestellte oder feststellbare Unterlizenzierung stellt einen Lizenzverstoß dar.

Unterschiedliche Hardware sowie unterschiedliche Betriebssysteme und Netzwerke müssen z. B. bei der Erfassung der installierten Software berücksichtigt werden. Bei der Erfassung der Lizenzen fehlen oft Prozesse, Lizenzen geregelt und strukturiert abzulegen. Verantwortlichkeiten müssen geklärt werden. Bei dem Aufbau der Datenbank spielt vor allem die Abbildung der Organisationsstruktur mit den verschiedenen Ebenen von Geschäftsbereichen und Kostenstellen eine Rolle.
Aufgrund dieser weitgreifenden Anforderungen umfasst Lizenzmanagement meist auch noch:
- Richtlinien, Arbeitsanweisungen und Prozesse
- Klärung und Vergabe der Verantwortlichkeiten
- Bedarfsplanung und Beschaffung
- Organisationales Commitment durch das Management (insbesondere Einkauf, IT, Controlling)

Des Weiteren gehört zum Lizenzmanagement eine genaue Betrachtung und Strukturierung der vorhandenen Lizenzen – das Vertragsmanagement. Softwareverträge bieten eine Fülle von Chancen (z. B. Auskunft darüber, bis wann ein Update kostenlos ist), aber auch Risiken für das Unternehmen. Innerhalb des Vertragsmanagements werden diese Daten (in der Regel ebenfalls in eine Datenbank) aufgenommen und somit der allgemeinen Planung zugänglich gemacht.
Abhängig von der Größe eines Unternehmens und der Vielfalt der eingesetzten Softwareprodukte und -versionen kann zur korrekten und wirtschaftlichen Realisierung eines Software-Lizenzmanagements der Einsatz einer speziellen Lizenzmanagementsoftware erforderlich sein. Das Management kann auch an Dienstleister ausgelagert werden. 

## Zweck des Lizenzmanagements
- Planbare und dem Geschäftszweck angemessen skalierbare Lizenzkosten auf Seiten des Lizenznehmers.
- Vereinfachte Installation und Wartung von Systemen, sofern der Lizenzgeber andere Softwareversionen bereitstellt.
- Bilanzierung der „Lizenz-Reserven“, um Lizenzüber- bzw. -unterdeckung zu reduzieren und um den Wert für die Bilanzierung des Unternehmens (beispielsweise im Anlagevermögen) zu messen.
- Reduziertes Risiko für die Geschäftsführung durch nicht-lizenzkonforme Installationen.
- Bewusster Umgang mit der Ressource Software führt zu einer bedarfsgerechteren Verteilung der Software, Shelfware (ungenutzte Software) wird vermieden.
- Finanz- und steuerrechtliche Aspekte:
  - Nicht nur die Prozesse der Bedarfsplanung, Beschaffung, Verwaltung der Lizenzen, Datenermittlung und Lizenzbilanzerstellung sind innerhalb eines Gesamtkonzepts eines unternehmensweiten Lizenzmanagements zu beachten und zu konzipieren, sondern auch finanz- und steuerrechtliche Aspekte.
  - So buchen z. B. die wenigsten Unternehmen deinstallierte bzw. verschrottete Software aus ihren Anlagenbeständen aus. Damit wird ein insgesamt höherer Bilanzbestand mitgeführt und versteuert, als tatsächlich vorhanden ist.
  - Darüber hinaus sind steuerrechtliche Aspekte beim Weiterverkauf von Software zu beachten, besonders zwischen verbundenen, jedoch wirtschaftlich eigenständigen Unternehmensteilen. Hier gilt im Allgemeinen der Fremdvergleichsgrundsatz:
    - Transaktionen zwischen verbundenen Gesellschaften sind auch für „gebrauchte“ Software so auszugestalten, wie sie unter den Bedingungen des freien Marktes zustande gekommen wären. Es muss also ein gewisser Aufschlag zum Lizenzpreis hinzugerechnet werden.

  - Neben den Steuern sind auch handelsrechtliche Aspekte zu beachten, wenn z. B. größere Lizenzpakete an verbundene Unternehmen ins Ausland verkauft werden. Bei hohen Einfuhrsteuern und zeitraubenden bürokratischen Hürden kann es ratsam sein, Software direkt im Einsatzland zu erwerben oder die Verträge dort abzuschließen.